# Arrasando
Az Arrasando (jelentése spanyolul: ’Mindent letarolva’) Thalía mexikói énekesnő 2000-ben kiadott latin popalbuma. Az En éxtasis és az Amor a la mexicana sikereit követően a három év kihagyás után megjelent album kiválóan ötvözi a modernebb stílusokat (pop, dance, rap) és a latin ritmusokat.
A lemez promóciós körútja részeként Thalía Magyarországra is ellátogatott 2000. szeptember 10–12-én, és a TV2 kereskedelmi televíziós csatorna meghívására a Dáridó című szórakoztató műsorban lépett fel, ahol az albumról három slágert énekelt el, sorban: Entre el mar y una estrella (a bemutatkozó kislemez), Regresa a mí, valamint a világhírű telenovella forró latin slágere, a Rosalinda (Ay, amor). Az Arrasando 1. helyezést ért el a Billboard Top Latin Songs listáján, s 4. lett a Top Latin Albums listán; szintén ez az album szerepelt a leghosszabb ideig, 20 hétig a hivatalos magyar MAHASZ 40-es lemezeladási listán, 5. csúcshelyezést elérve. Az Egyesült Államokban dupla platinalemez lett.
Az albumot az énekesnő röviden a következőképpen írta le:
| (spanyolul) «“Arrasando”, porque lo que pretendo con este disco es arrasar con la nube de angustias de muchas de las personas que habitamos en ciudades grandes, o simplemente en este planeta. Yo creo que ya el hecho de que de pronto te vaya mal en el trabajo, o que te reprobaran en el examen, o que en tu vida amorosa pues hay problemas, es mucha tensión; y yo lo que pretendo con esta música es que la gente se olvide un poquito de todo eso, que simplemente baile, se relaje, que goce, y bueno, lo que hablo yo, es de amor y de “tranquilízate, que nada es para tanto”, ¿no?» | (magyarul)„Azért »Arrasando«, mert ezzel a lemezzel az a célom, hogy legyőzzük sok, nagyvárosban vagy egyszerűen ezen a bolygón élő ember szorongásait. Én azt hiszem, hogy már az a tény, hogy egyszer csak rosszul megy a munkádban, vagy megbuktattak a vizsgán, vagy a szerelmi életedben gondok vannak, nagyon sok feszültséget jelent; s én, amit szeretnék ezzel a zenével, hogy az emberek egy kicsit elfeledkezzenek minderről, hogy egyszerűen csak táncoljanak, lazítsanak, örüljenek, és hát amiről én beszélek, az a szerelem, és hogy nyugodj meg, semmit sem kell oly komolyan venni, nem?” |
| – Thalía | |

## Az album dalai
1. Entre el mar y una estrella – „A tenger és egy csillag közt” (Marco Flores) 3:43
2. Regresa a mí – „Térj vissza hozzám” (Thalía Sodi / Emilio Estefan, Jr. / Lawrence P. Dermer / Robin Dermer / Angie Chirino) 4:27
3. Reencarnación – „Reinkarnáció” (Thalía Sodi / Lawrence P. Dermer / Robi Rosa) 5:04
4. Arrasando (Thalía Sodi / Emilio Estefan, Jr. / Lawrence P. Dermer / Robin Dermer ) 4:00
5. No hay que llorar – „Nem kell sírni” (Thalía Sodi / Lawrence P. Dermer ) 3:37
6. Quiero amarte – „Szeretni akarlak” (Thalía Sodi / Lawrence P. Dermer / Robin Dermer ) 3:29
7. Suerte en mí (Lucky Girl) – „Bennem a szerencse” (Emilio Estefan, Jr. / Thalía Sodi / Lawrence P. Demer) 4:13
8. Menta y canela – „Menta és fahéj” (Thalía Sodi / Pérez Prado) 3:45
9. Tumba la casa – „Döntsd ki a házat” (Thalía Sodi / Lawrence P. Dermer / Norberto Cotto / Luis Tineo) 4:25
10. Pata-pata (Jerry Racovo / Miriam Makeba / Edgardo Franco) 4:37
11. Siempre hay cariño – „Mindig van szeretet” (Emilio Estefan, Jr. / Roberto Blades / Angie Chirino ) 3:11
12. Rosalinda (Kike Santander) 3:52

Az albumról négy dalhoz készült videóklip: Entre el mar y una estrella, Regresa a mí, Arrasando és Reencarnación.

## Kritika
Az Arrasando, amely szintén Estefan-produkció, az előző két album hatalmas sikerei után határozottan érett szupersztárt teremtett Thalíából 2000-ben. A maga korszakához, vagyis a millenniumhoz illő trendi album, amikor is a gyors, szédületes tánczenéért bolondult mindenki. Többnyire ebből a stílusból is áll, ahol a szintetizátor és a dance-beat dominál, akárcsak az elragadó vokálok. A trance, vagyis a „révület”, amely a dance alfaja, ekkor élte fénykorát a diszkókban. Egészen jól működött Thalíánál, főleg azért, mert ő nem akkora énekes, mint amekkora jelenség: kétségkívül nagyon bájos és vonzó személyiség.
Az Arrasandóban bombasztikus szintetizátorhangzásokkal, és effektusokkal túldíszített háttérvokálokkal körülvéve magát lovagolja meg a ritmusokat. Az eredmény túlságosan is jóra sikeredett: bizonyára senkit sem ment meg attól, hogy őrülten táncra perdüljön. Különösen vonatkozik ez a címadó dalra, amely kifejezetten a szórakozóhelyek csúcsidejében ajánlott. Az albumon számos lassabb szám is található, amely segít kiemelni az erényeit. Leginkább említésre érdemes a könnyed Entre el mar y una estrella, valamint a megnyugtató No hay que llorar. Az album érdekessége, hogy egy sor bevezető sláger után Thalía mindenféle stílust kipróbál, változó, de mókás összhatással. A lemez Thalía akkori telenovellájának főcímdalával, a Rosalindával zárul, amely mulatságosan elüt a többitől, mivel tradicionális latin zene.
Az Arrasando természetesen különbözik az elődjétől (Amor a la mexicana) és az utódjától (Thalía (2002)). Mindhárom album Thalía legjobbjai között szerepel, és talán az Arrasando a legkieszeltebb. Vakmerőbb, mint a modern Thalía (2002), de azért nem olyan kötetlen, mint Amor a la mexicana. A három közül minden bizonnyal ez illik a legjobban az adott korszakhoz, éppen ezért egy különösen érdekes, korát megidéző album.